# Zenaida Castro Romeu
Zenaida Castro Romeu (La Habana, Cuba, 4 de diciembre de 1952) es una directora de orquesta y directora coral cubana.

## Vida familiar
Nació en La Habana, hija de un sacerdote que dejó los hábitos y la madre era una mujer que había tenido otros dos hijos de matrimonios anteriores.

## Trayectoria
En 1983 participó en la formación del coro de cámara Cohesión, organización que estableció pautas para lograr una nueva actitud escénica y desarrollar una nueva sonoridad vocal.
Logró un reconocimiento con unos de sus trabajos, el primer CD de la camerata Romeu, que fue galardonado con los Premios de Música de Cámara y de la Crítica y con el correr de los años se convirtió en un clásico de la música cubana.